# Bloc Democràtic
Bloc Democràtic (ucraïnès Демократичний Блок; Demokratytxnyi Blok) fou una aliança política formada per l'oposició anticomunista de cara a les eleccions al Parlament d'Ucraïna de 1990.

## Història
Les eleccions de la primavera de 1990 van ser les primers a la Unió Soviètica on les autoritats van permetre la formació de partits polític de ple dret. El primer Bloc Democràtic va consistir en diversos partits més petits que es va formar durant les eleccions. El "Bloc Democràtic" va incloure el Moviment Popular d'Ucraïna (Rukh), el Comitè de Vigilància de Hèlsinki d'Ucraïna, Associació Ecológica Món Verd i d'altres organitzacions. Va aconseguir obtenir 111 escons dels 442 a la Rada Suprema. Els diputats democràtics va formar el grup parlamentari "Narodna Rada", que constava d'uns 90-125 membres i va ser l'oposició al Partit Comunista al parlament. íhor Yukhnovskyi fou el líder del grup.
Durant les eleccions al Parlament d'Ucraïna de 1994 els partits esmentats no cooperar com a "Bloc Democràtic", sinó que es van presentar per separat. Al dia d'avui el Moviment Popular d'Ucraïna és ara part del Bloc la Nostra Ucraïna-Autodefensa Popular (aliança electoral que actualment té 72 dels 450 escons parlamentaris). El Comitè de Vigilància de Hèlsinki d'Ucraïna no està actiu com a partit polític, però fou l'origen del Partit Republicà Ucraïnès "Assemblea", i és també la part del Bloc la Nostra Ucraïna-Autodefensa Popular. L'Associació Món Verd es va transformar en el Partit Verd d'Ucraïna, però no ha obtingut cap escó al Parlament d'Ucraïna des de les eleccions al Parlament d'Ucraïna de 1998.